# 別爾哥羅德-德涅斯特羅夫斯基區

別爾哥羅德-德涅斯特羅夫斯基區在敖德萨州的位置

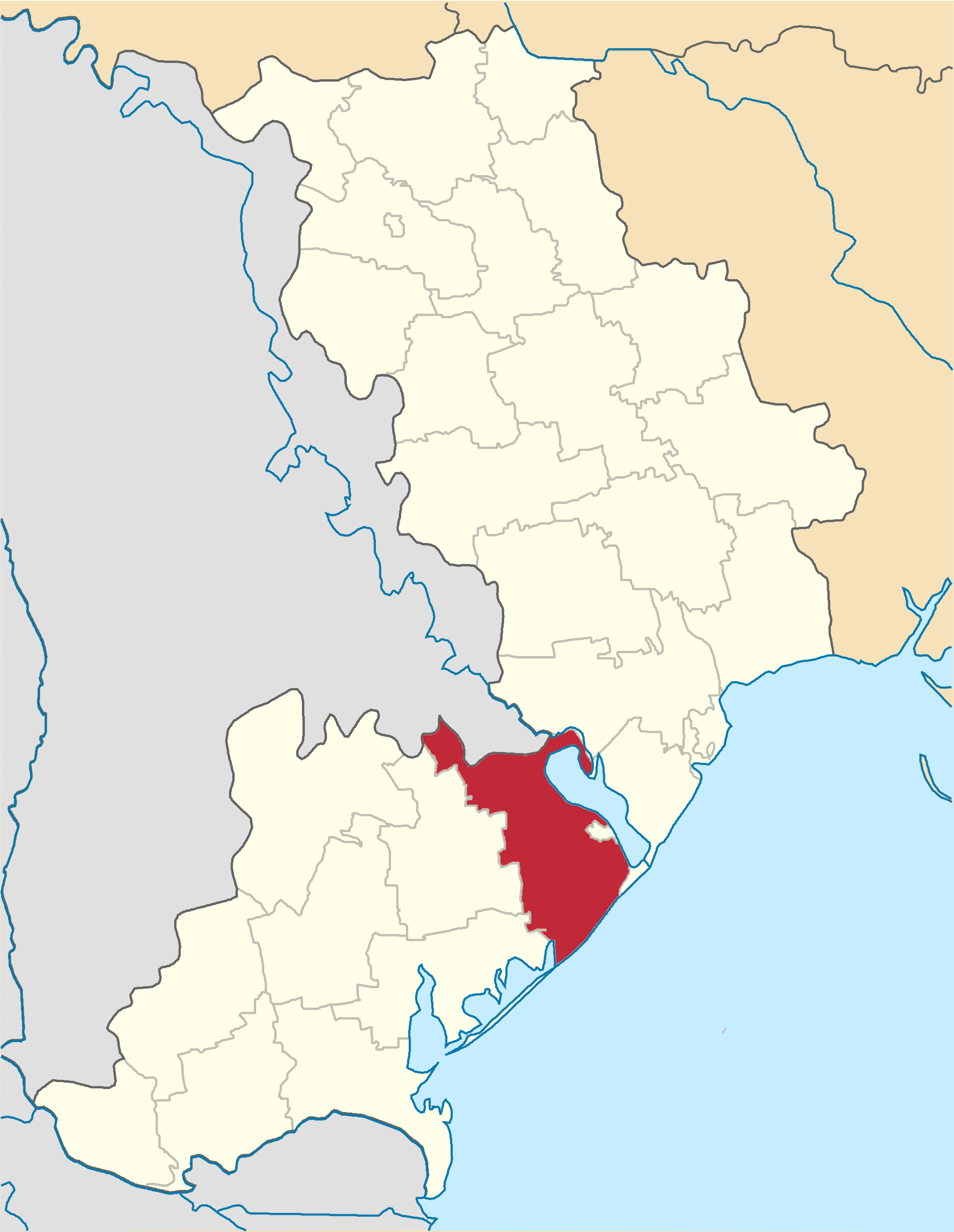
改革前別爾哥羅德-德涅斯特羅夫斯基區在敖德萨州的位置

別爾哥羅德-德涅斯特羅夫斯基區（烏克蘭語：Білгород-Дністровський район）是烏克蘭西南部敖德薩州的一個區。行政中心設於別爾哥羅德-德涅斯特羅夫斯基，面积为5,154.98平方公里，2021年人口数量为198,572人。

## 历史
2020年7月18日乌克兰施行了行政区划改革，敖德薩州的区份数量减至7个，別爾哥羅德-德涅斯特羅夫斯基區的面积显著扩大。改革前別爾哥羅德-德涅斯特羅夫斯基區的面積为1,852平方公里，2020年人口数量为59,349人。

## 行政區劃
別爾哥羅德-德涅斯特羅夫斯基區下劃分為16個市鎮：
- 别尔哥罗德-德涅斯特罗夫斯基市镇 (市級，行政中心：別爾哥羅德-德涅斯特羅夫斯基)
- 韃靼布納里市鎮（烏克蘭語：Татарбунарська міська громада） (市級，行政中心：韃靼布納雷)
- 薩拉塔市鎮（烏克蘭語：Саратська селищна громада） (鎮級，行政中心：薩拉塔)
- 塞爾希伊夫卡市鎮（烏克蘭語：Сергіївська селищна громада） (鎮級，行政中心：塞尔希伊夫卡)
- 迪維濟亞市鎮（烏克蘭語：Дивізійська сільська громада） (村級，行政中心：迪維濟亞)
- 卡羅利諾-布哈茲市鎮（烏克蘭語：Кароліно-Бугазька сільська громада） (村級，行政中心：卡罗利诺-布哈兹)
- 庫萊夫恰市鎮（烏克蘭語：Кулевчанська сільська громада） (村級，行政中心：庫萊夫恰)
- 利曼市鎮（烏克蘭語：Лиманська сільська громада） (村級，行政中心：利曼（烏克蘭語：Лиман (Лиманська сільська громада)）)
- 馬拉茲利伊夫卡市鎮（烏克蘭語：Маразліївська сільська громада） (村級，行政中心：馬拉茲利伊夫卡)
- 莫洛哈市鎮（烏克蘭語：Мологівська сільська громада） (村級，行政中心：莫洛哈)
- 彼得羅巴甫利夫卡市鎮（烏克蘭語：Петропавлівська сільська громада (Одеська область)） (村級，行政中心：彼得羅巴甫利夫卡
- 普拉赫蒂伊夫卡市鎮（烏克蘭語：Плахтіївська сільська громада） (村級，行政中心：普拉赫蒂伊夫卡)
- 舊科扎切市鎮（烏克蘭語：Старокозацька сільська громада） (村級，行政中心：舊科扎切)
- 圖茲雷市鎮（烏克蘭語：Тузлівська сільська громада） (村級，行政中心：圖茲雷)
- 烏斯佩尼夫卡市鎮（烏克蘭語：Успенівська сільська громада） (村級，行政中心：烏斯佩尼夫卡)
- 沙博市鎮（烏克蘭語：Шабівська сільська громада） (村級，行政中心：沙博)